# Saline (Écosse)
Saline est un village situé dans le Fife, en Écosse. En 2020 la population de Saline est estimée à 1 370 habitants.